# Nychiodes persuavis
Nychiodes persuavis là một loài bướm đêm trong họ Geometridae.